# Mistrzostwa Szwajcarii w piłce siatkowej mężczyzn (1957)
Mistrzostwa Szwajcarii w piłce siatkowej mężczyzn 1957 – 1. sezon mistrzostw Szwajcarii w piłce siatkowej zorganizowany w dniach 6-7 lipca 1957 roku w Parc des Eaux-Vives w Genewie przez Genewski Związek Piłki Siatkowej (Association Genevoise de Volleyball).
W turnieju wzięło udział sześć zespołów: trzy drużyny uniwersyteckie – Université de Genève (mistrz kantonu Genewa), Université de Lausanne (mistrz kantonu Vaud) i ETH Zürich, a także Genève VB (wicemistrz kantonu Genewa), EOS Lausanne (klub przedsiębiorstwa Énergie Ouest Suisse) oraz Hakoah (zespół składający się z uczniów żydowskiego stowarzyszenia Organisation reconstruction travail – ORT).
Rozgrywki składały się z fazy eliminacyjnej oraz fazy finałowej. W fazie eliminacyjnej drużyny podzielone zostały na dwie grupy, w ramach których rozegrały między sobą po jednym spotkaniu. Zwycięzcy poszczególnych grup grali w finale, drużyny z drugich miejsc rywalizowały o trzecie miejsce, natomiast zespoły z trzecich miejsc – o piąte miejsce.
Pierwszym mistrzem Szwajcarii została drużyna EOS Lausanne, która w finale pokonała Université de Genève. Trzecie miejsce zajął klub Genève VB.

## Rozgrywki

### Faza eliminacyjna
| Lp. | Drużyna              | Pkt |
| --- | -------------------- | --- |
| 1   | Université de Genève | 4   |
| 2   | Genève VB            | 2   |
| 3   | ETH Zürich           | 0   |

| Lp. | Drużyna                | Pkt |
| --- | ---------------------- | --- |
| 1   | EOS Lausanne           | 4   |
| 2   | Hakoah                 | 2   |
| 3   | Université de Lausanne | 0   |

### Faza finałowa
W finale drużyna EOS Lausanne pokonała Université de Genève, w meczu o trzecie miejsce klub Genève VB wygrał z Hakoah, natomiast w meczu o piąte miejsce drużyna Université de Lausanne zwyciężyła z zespołem ETH Zürich.

## Klasyfikacja końcowa
| Poz. | Drużyna                |
| ---- | ---------------------- |
| 1.   | EOS Lausanne           |
| 2.   | Université de Genève   |
| 3.   | Genève VB              |
| 4.   | Hakoah                 |
| 5.   | Université de Lausanne |
| 6.   | ETH Zürich             |